# ارك ذا لاد (لعبة فيديو)
ارك ذا لاد (بالإنجليزية:Arc the Lad) لعبة فيديو من نوع لعبة تقمص أدوار تكتيكية من تطوير شركة سكوير إنكس ونشر وتوزيع شركة سوني كمبيوتر إنترتنمنت ولقد صدرت لأول مره في 30 يونيو 1995 في اليابان وتعمل على جهاز بلاي ستيشن.
في عام 2018 ظهرت اللعبة على جهاز بلاي ستيشن كلاسيك.

## روابط خارجية
- ارك ذا لاد على موقع IMDb (الإنجليزية)
- ارك ذا لاد على موقع كينوبويسك (الروسية)
- ارك ذا لاد على موقع ANN anime (الإنجليزية)

- ميدوري ستايل (اليابان)